# Mimi Kodheli
Mimi Kodheli (ur. 11 września 1964 w Tiranie) – albańska polityk, minister obrony w latach 2013–2017.

## Życiorys
Córka Pjetera i Lulezime. W 1986 ukończyła studia ekonomiczne na Uniwersytecie Tirańskim. Studia kontynuowała na Lincoln University w stanie Nebraska, a następnie w Weronie, tam też w 2007 obroniła pracę doktorską z zakresu finansów publicznych.
Karierę polityczna rozpoczęła w 2002, obejmując stanowisko zastępcy burmistrza Tirany. W 2005 objęła stanowisko prefekta okręgu Tirana. Od 2007 jest członkinią Socjalistycznej Partii Albanii. W 2009 w wyborach parlamentarnych uzyskała mandat deputowanej z okręgu Korcza. W parlamencie albańskim objęła stanowisko wiceprzewodniczącej komisji gospodarki i finansów. W 2013 objęła stanowisko ministra obrony w rządzie Ediego Ramy. Była pierwszą w historii Albanii kobietą kierującą tym resortem. W listopadzie 2020 pełniła funkcję wiceprzewodniczącego Zgromadzenia Parlamentarnego NATO. W 2023 zdobyła mandat deputowanej do parlamentu, w którym kieruje komisją spraw zagranicznych.
W 2016 w greckich mediach pojawiła się informacja, jakoby w 1991 Mimi Kodheli pracowała jako tancerka w jednym z nocnych klubów w Atenach.
W życiu prywatnym jest mężatką (mąż Leka), ma syna Mikela.